# 대구 선화당 측우대
대구 선화당 측우대(大邱 宣化堂 測雨臺)는 대구 감영의 선화당에 있던 측우대를 말한다. 1985년 8월 9일 대한민국의 보물로 지정되었다. 공식 명칭은 '대구 경상감영 측우대'이다.

## 개요
《세종실록》에 따르면, 땅 속에 스며들거나 웅덩이에 고인 물을 통해 강우량을 재던 그 때까지의 부정확한 측정방법을 대신하여, 측우기를 만들어 측우대에 설치하고 강우량을 전국적으로 측정하였다고 기록되어 있다. 이후 영조 46년에 세종조의 옛 제도에 따라 측우기를 만들어 창덕궁과 경희궁의 양궐과 8도 양도에 설치하여 우량의 다소를 측정하게 하였다. 양운관에 높이 포백 1척, 길이 8촌의 석대를 만들고 대 위에 길이 1촌의 원형 구멍을 파서 측우기를 올려놓았다. 이 때에 만들어진 측우기는 1917년에 모두 7기가 남아 있었으며, 그 대석은 4개 있었다고 조선고대관측기록보고에 보고되어 있다. 현재 측우기는 모두 멸실되어 한 점도 남아 있지 않고, 대석도 본 유물만 남아 있다.
이 측우대는 화강암 기둥으로 가운데 직경 16cm, 길이 4.3cm의 구멍이 있고, 앞면 한 가운데에는 측우대, 뒷면에는 '건륭경인오월조'라 새겨져 있다. 이를 통하여 조선 영조 46년에 제작된 측우대임을 알 수 있다. 1917년 조사 때 대구 감영 선화당 뜰에 측우기와 함께 있었던 것을 인천 관측소로 옮겼다. 이후 측우기는 없어지고 대석만 남아 있다가 1950년 국립기상대로 옮겼다.
이 유물은 한국전쟁 때 총격으로 몇 군데의 총탄 자국이 남아 있지만 제작연대가 확실한 측우대로는 유일하다. 특히 《영조실록》의 기록과 부합되는 것으로 문화재적 가치가 높다.

## 같이 보기
- 창덕궁 측우대

## 참고 자료
- 본 문서에는 서울특별시에서 지식공유 프로젝트를 통해 퍼블릭 도메인으로 공개한 저작물을 기초로 작성된 내용이 포함되어 있습니다.
- 대구 선화당 측우대 - 국가유산청 국가유산포털